# Evans Rutto
Evans Rutto (Marakwet, 8 april 1978) is een Keniaanse atleet, die gespecialiseerd is in de lange afstand. Hij won enkele grote internationale marathons, zoals de Chicago Marathon (2003 en 2004) en de marathon van Londen (2004).
Hij wordt sinds 2003 getraind door Dieter Hogen.
Rutto is getrouwd en heeft drie kinderen: Winnie, Dennis en Pieter. Zijn vader Kilimo Yano was ook een atleet. Het persoonlijke record van zijn vader op de 10.000 m was 29 minuten.

## Persoonlijke records
Baan
| Onderdeel | Prestatie | Datum        | Plaats            |
| --------- | --------- | ------------ | ----------------- |
| 3000 m    | 7.36,38   | 28 juni 2000 | Athene            |
| 5000 m    | 13.02,71  | 25 juni 2000 | Neurenberg        |
| 10.000 m  | 27.21,32  | 17 juni 2000 | Villeneuve-d'Ascq |

Weg
| Onderdeel      | Prestatie | Datum           | Plaats     |
| -------------- | --------- | --------------- | ---------- |
| 10 km          | 28.07     | 22 april 2001   | Vancouver  |
| 15 km          | 43.16     | 8 juli 2001     | Utica      |
| 10 Eng. mijl   | 46.26     | 8 april 2001    | Washington |
| 20 km          | 59.08     | 10 oktober 2004 | Chicago    |
| halve marathon | 1:00.43   | 7 oktober 2001  | Bristol    |
| 25 km          | 1:13.56   | 10 oktober 2004 | Chicago    |
| 30 km          | 1:29.08   | 10 oktober 2004 | Chicago    |
| marathon       | 2:05.50   | 12 oktober 2003 | Chicago    |

## Palmares

### 3000 m
- 2000:  Tsiklitiria Meeting in Athene - 7.36,38

### 5000 m
- 2000:  Aqua Pura Loughborough International - 13.21,9
- 2000: 5e Notturna Di Milano in Milaan - 13.07,0
- 2000:  Live 2000 in Nürnberg - 13.02,71

### 10.000 m
- 1999:  Zatopek Classic Meeting - 28.06,60

### 5 km
- 2000:  CVS Pharmacy Downtown in Providence - 13.34
- 2002: 4e Nissin Foods Invitational in Gardena - 13.44

### 10 km
- 1999:  Grande Premio dos Reis de Faro - 29.59
- 1999:  Giro Media Blenio in Dongio - 28.37,4
- 1999:  Parelloop - 28.36
- 2000:  Oste di Montemurlo - 29.31
- 2000:  US Classic in Atlanta - 29.08
- 2000:  Canillejas-Trofeo Jose Cano - 28.54
- 2001:  Vancouver Sun Run - 28.07
- 2001:  Greater Clarksburg - 28.31
- 2001:  Peoples Beach to Beacon in Cape Elizabeth - 28.30
- 2001: 4e Arturo Barrios Invitational in Chula Vista - 28.44
- 2002: 5e Corrida Int'l San Felipe y Santiago de Montevideo - 30.02
- 2002:  Peoples Beach to Beacon in Cape Elizabeth - 28.18,6
- 2003:  Peachtree Road Race in Atlanta - 28.37,6

### 15 km
- 2001: 6e São Silvestre - 45.38
- 2003:  Utica Boilermaker - 43.24

### 10 Eng. mijl
- 2001:  Nortel Networks Cherry Blossom - 46.26

### 20 km
- 2002:  Ogden Newspapers Classic in Wheeling - 1:02.15
- 2003:  Ogden Newspapers Classic in Wheeling - 1:01.39

### halve marathon
- 2001:  halve marathon van Lissabon - 1:00.30
- 2001: 6e WK in Bristol - 1:00.43
- 2002:  halve marathon van Fairfield - 1:04.51
- 2002: 5e halve marathon van Lagos - 1:06.19
- 2003:  halve marathon van Fairfield - 1:02.48
- 2003: 4e halve marathon van Virginia Beach - 1:02.08
- 2010: 5e halve marathon van Göteborg - 1:02.52

### marathon
- 2003:  Chicago Marathon - 2:05.50
- 2004:  Londen Marathon - 2:06.20
- 2004:  Chicago Marathon - 2:06.16
- 2005: 10e Londen Marathon - 2:12.49
- 2005: 4e Chicago Marathon - 2:07.30
- 2006: 10e Londen Marathon - 2:09.35

### veldlopen
- 1999: 5e WK  in Belfast - 39.12
- 1999: 4e Warandeloop in Tilburg - 29.45